# Cheryl Gillan
Cheryl Elise Kendall Gillan, född 21 april 1952 i Cardiff i Wales, död 4 april 2021 i Epsom i Surrey, var en brittisk konservativ politiker. Hon var ledamot av underhuset för Chesham and Amersham sedan 1992.
Gillan var minister för Wales (Secretary of State for Wales) i regeringen Cameron från maj 2010 till september 2012.